# Aa (Pas-de-Calais)
Die Aa [a] ist ein Zufluss des Ärmelkanals im Norden Frankreichs, in der Region Hauts-de-France.

## Flusslauf

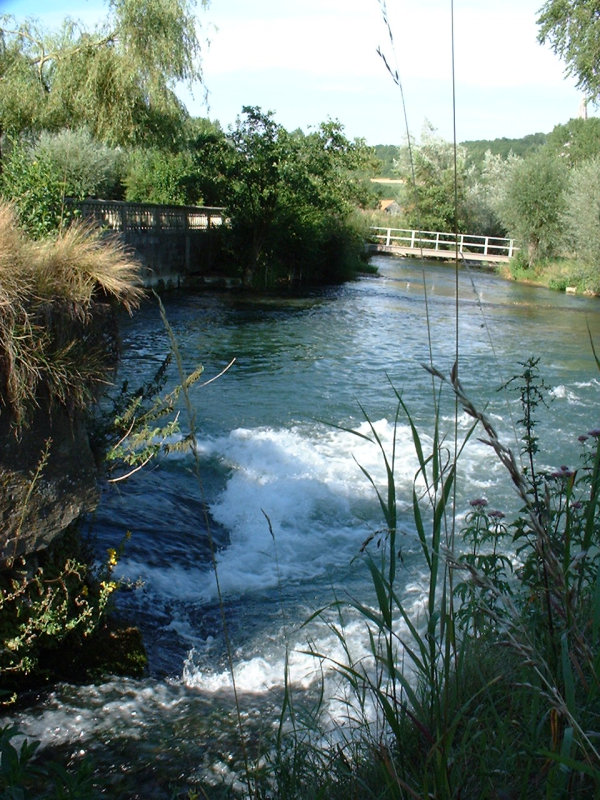
Oberlauf der Aa im Département Pas-de-Calais

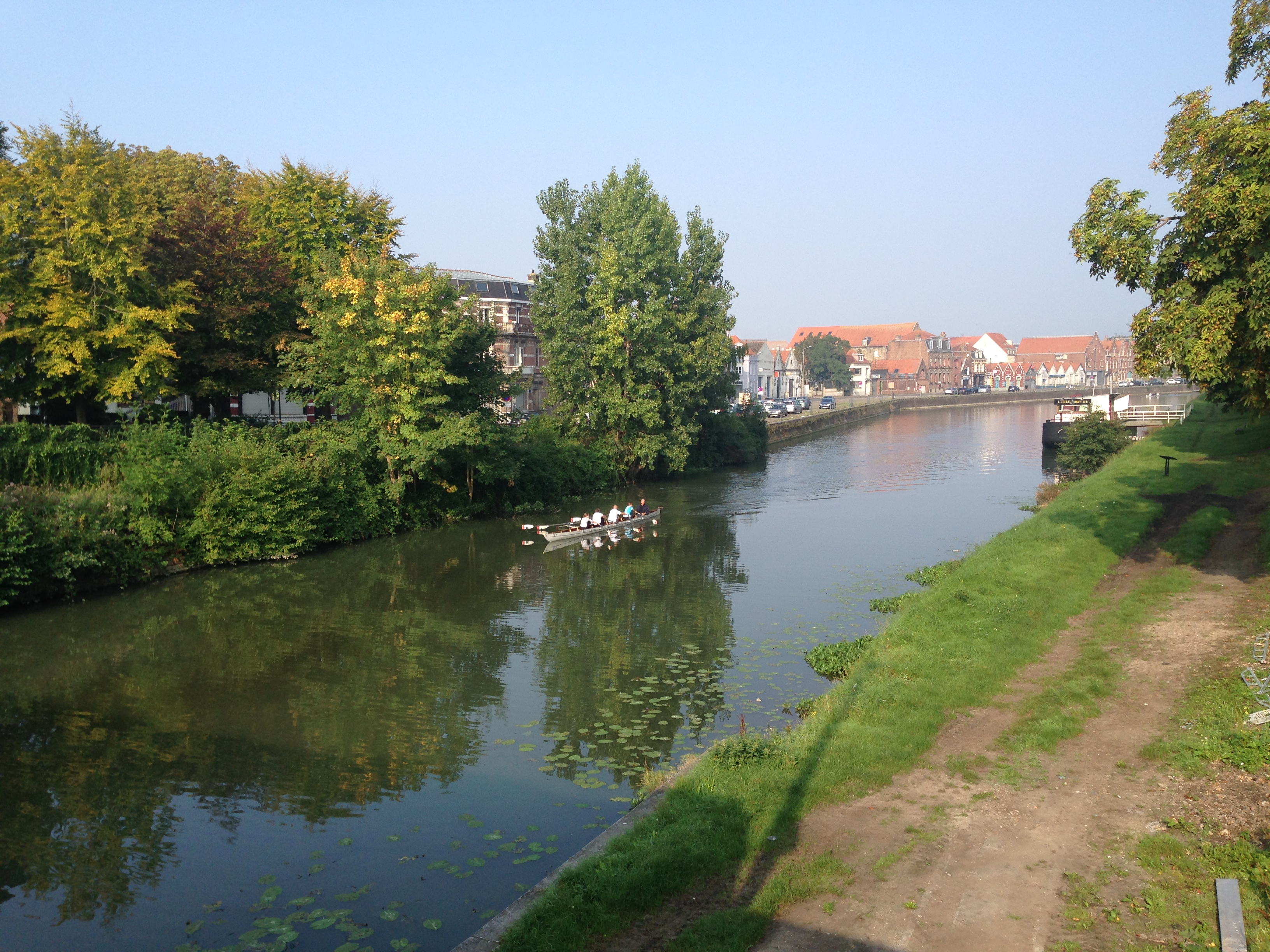
Die Aa am Quai du Commerce in Saint-Omer

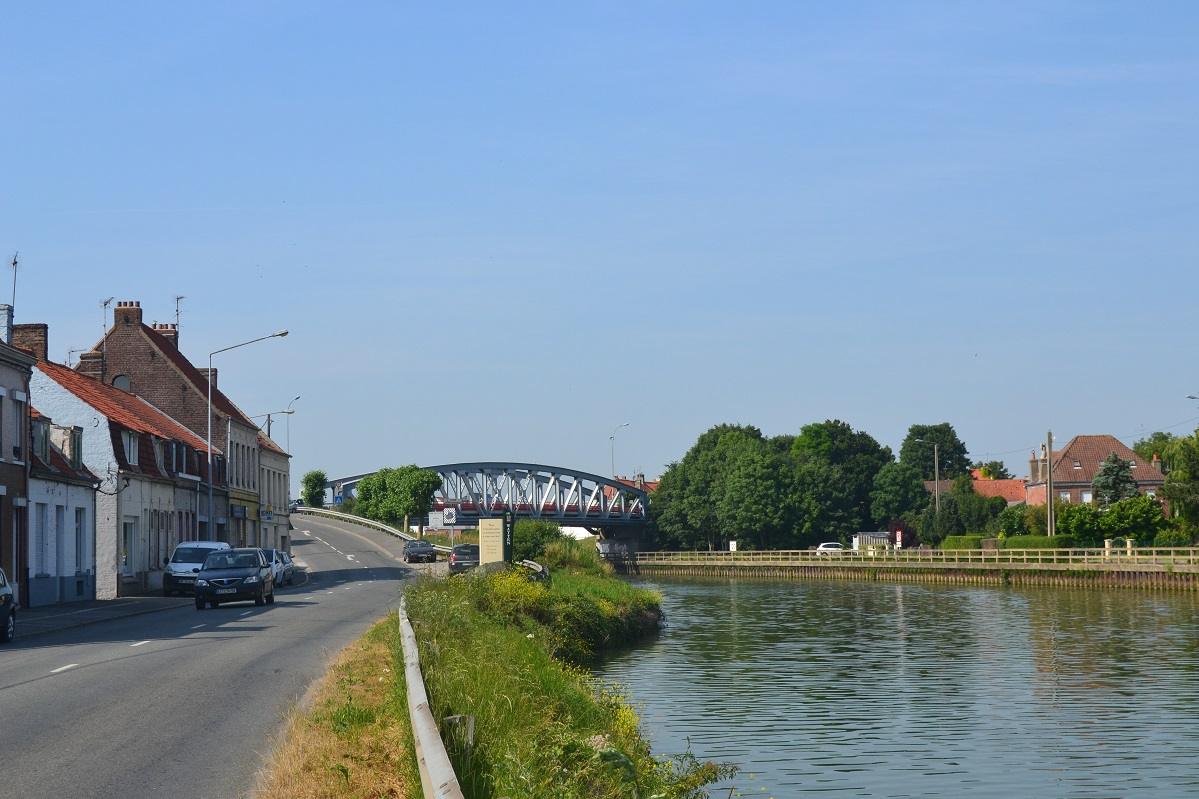
Die Aa in Watten, Rue de Saint-Omer

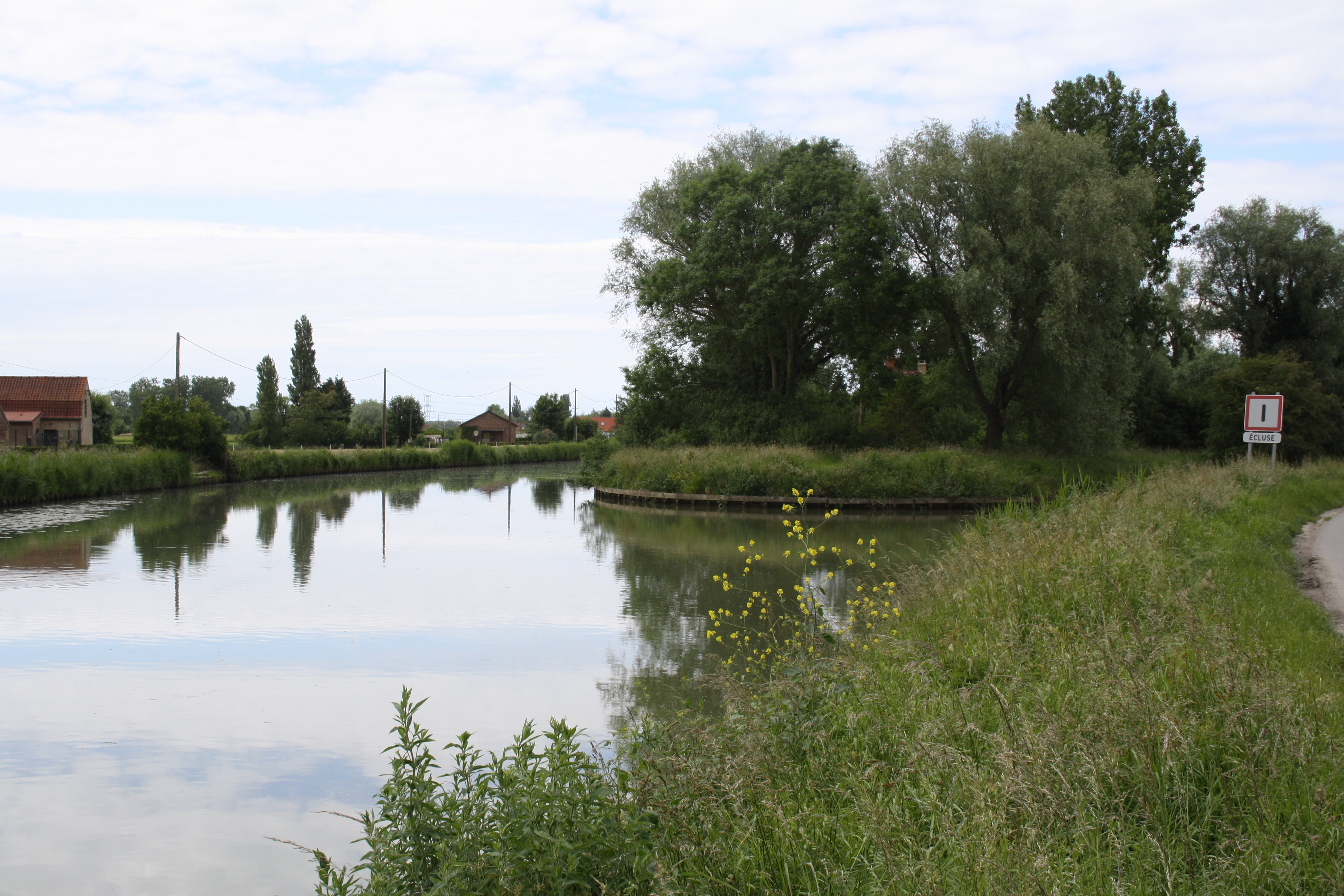
Abzweig des Canal de Bourbourg nach (rechts) aus der Aa

Sie entspringt in einer Höhe von etwa 120 Meter 25 Kilometer östlich der Küste des Ärmelkanals im Gemeindegebiet von Bourthes im Département Pas-de-Calais. Von der Quelle schlängelt sie sich durch eine hügelige Landschaft im Regionalen Naturpark Caps et Marais d’Opale in hauptsächlich nordöstlicher Richtung und erreicht die Stadt Saint-Omer. Dort beginnt der kanalisierte und dabei stark begradigte Unterlauf. Er erreicht nach etwa 10 Kilometer die Küstenmarsch und leitet nach Nordnordwesten zu ihrer Mündung in die Nordsee im Stadtgebiet von Gravelines im Département Nord, rund 89 Flusskilometer von der Quelle. Im kanalisierten Abschnitt verläuft die Grenze zwischen beiden Départements teils entlang der Flussdämme, teils im Fluss selber.

## Schiffbarkeit
Bei Arques trifft die Aa auf den Canal de Neuffossé und ist flussabwärts von Saint-Omer als kanalisierter Fluss selbst Bestandteil des Großschifffahrtsweges Dünkirchen-Schelde.
Sie ist mit folgenden Schifffahrtskanälen verbunden:
- Canal de Neuffossé

Die Verbindung erfolgt hier durch eine große Schleuse. Sie hebt und senkt die Schiffe um 13 Meter und ersetzt damit seit 1967 das Schiffshebewerk Les Fontinettes.
- Canal de la Haute Colme
- Canal de Calais
- Canal de Bourbourg

## Orte am Fluss
- Bourthes
- Verchocq
- Fauquembergues
- Wavrans-sur-l’Aa
- Lumbres
- Esquerdes
- Hallines
- Wizernes
- Blendecques
- Arques
- Saint-Omer
- Watten
- Holque
- Gravelines
- Grand-Fort-Philippe

## Geschichte
Der Fluss erlangte 1940 einige Bekanntheit, weil Hitler ihn als Haltelinie beim Vormarsch auf Dünkirchen befohlen hatte. Dadurch wurde es den Briten möglich, während der Schlacht von Dünkirchen über 300.000 Männer zu evakuieren. 
Divisionskommandeur Sepp Dietrich besetzte am 24. Mai 1940 eigenmächtig eine Anhöhe jenseits der Aa (Mount Watten, 71 Meter), weil diese einen so guten Blick (und ggf. Schuss) bot. Heinz Guderian billigte dies im Nachhinein.